# Pseudopsodos pamphilata
Pseudopsodos pamphilata là một loài bướm đêm trong họ Geometridae.